# Joen Elofsson (Barkestorpsätten)
Joen Elofsson (Barkestorpsätten) var en svensk militär.

## Biografi
Joen Elofsson (Barkestorpsätten) var son till Elof skrivare. Han adlades 1528 av Gustav Vasa och fick vapnet som bestod av en svan med en ring i näbben. Joen Elofsson levde ännu 1566.

### Egendom
Joen Elofsson ägde Barkestorp i Dörby socken.

### Familj
Joen Elofsson var gift med Anna Claesdotter (Kyle), dotter till riksrådet och lagmannen Claes Påvelsson Kyle och Margareta Pedersdotter (Fargalt). De fick tillsammans sonen slottsloven Claes Joensson (Barkestorpsätten) (död 1614) på Kalmar slott.